# Calodia trispinata
Calodia trispinata är en insektsart som beskrevs av Nielson 1982. Calodia trispinata ingår i släktet Calodia och familjen dvärgstritar. Inga underarter finns listade i Catalogue of Life.